# 少女漫画関連アニメ作品の年代別一覧
少女漫画関連アニメ作品の年代別一覧（しょうじょまんがかんれんアニメさくひんのねんだいべついちらん）は、少女漫画を原作としてアニメ化された作品と、少女漫画雑誌に漫画版が掲載（漫画化）された作品を、年代別に分けた一覧である。
- <太字>は、少女漫画を原作としてアニメ化された作品
- <細字>は、少女漫画雑誌に漫画版が掲載（コミカライズ）された作品
- (OVA)と付いている作品は、OVA（オリジナル・ビデオ・アニメーション）のみ製作された作品
- (映画)と付いている作品は、映画化のみされた作品
- (OVA)・(映画)の両方とも付かない作品は、テレビアニメ化された作品

## 1960年代
1966年
- 魔法使いサリー（第1作）

1967年
- リボンの騎士

1968年
- あかねちゃん

1969年
- ひみつのアッコちゃん（第1作）
- アタックNo.1
- サザエさん

## 1970年代
1971年
- さすらいの太陽
- さるとびエッちゃん

1972年
- モンシェリCoCo

1973年
- ミラクル少女リミットちゃん
- エースをねらえ!

1974年
- 星の子チョビン

1976年
- キャンディ・キャンディ

1977年
- 若草のシャルロット

1978年
- はいからさんが通る
- 魔女っ子チックル
- 新・エースをねらえ!

1979年
- ベルサイユのばら
- ユニコ黒い雲と白い羽（映画・1）

## 1980年代
1981年
- おはよう!スパンク
- ハニーハニーのすてきな冒険
- ユニコ（映画・2）

1982年
- あさりちゃん
- 魔法のプリンセス ミンキーモモ
- パタリロ!
- ときめきトゥナイト
- おちゃめ神物語コロコロポロン

1983年
- 愛してナイト
- レディジョージィ
- 魔法の天使クリィミーマミ
- 伊賀野カバ丸
- ユニコ 魔法の島へ（映画・3）

1984年
- 魔法の妖精ペルシャ
- ガラスの仮面（エイケン版）
- オヨネコぶーにゃん
- とんがり帽子のメモル

1985年
- 魔法のスターマジカルエミ
- 炎のアルペンローゼ ジュディ&ランディ
- 昭和アホ草紙あかぬけ一番!

1986年
- 魔法のアイドルパステルユーミ
- 光の伝説
- あんみつ姫
- 生徒諸君!（特番での単発）

1987年
- 陽あたり良好!
- レディレディ!!
- 新歌舞伎町ストーリー 花のあすか組!(OVA・1)

1988年
- ハロー!レディリン（レディレディ!!の続編）
- ひみつのアッコちゃん（第2作）
- 妖精王（OVA）

1989年
- 魔法使いサリー（第2作）
- アイドル伝説えり子
- アーシアン（OVA）
- 海の闇、月の影
- 紅い牙 ブルー・ソネット（OVA）

## 1990年代
1990年
- ちびまる子ちゃん（1992年10月 - 1994年12月は中断）
- ピグマリオ
- 緑野原迷宮（OVA）
- アイドル天使ようこそようこ
- 花のあすか組! 2 ロンリーキャッツ・バトルロイヤル（OVA・2）
- 白鳥麗子でございます!(OVA)
- つる姫じゃ〜っ!
- ロードス島戦記（OVA）

1991年
- きんぎょ注意報!
- おにいさまへ…
- カプリコン（OVA）
- 聖伝-リグ・ヴェーダ-（OVA）
- どろろんぱっ!

1992年
- ママは小学4年生
- 美少女戦士セーラームーン（セーラームーン第1作第1期）
- ヤダモン
- 東京BABYLON A SAVE FOR TOKYO CITY STORY（OVA）
- 姫ちゃんのリボン
- みかん絵日記
- 絶愛-1989-（OVA・1）
- ここはグリーンウッド（OVA）
- ハンサムな彼女（OVA）
- JOKER マージナル・シティ（OVA）

1993年
- ミラクル☆ガールズ
- 美少女戦士セーラームーンR（セーラームーン第1作第2期）
- ムカムカパラダイス
- ぼくの地球を守って（OVA）

1994年
- 赤ずきんチャチャ
- 美少女戦士セーラームーンS（セーラームーン第1作第3期）
- ママレード・ボーイ
- 超くせになりそう
- 愛と勇気のピッグガール とんでぶーりん
- 魔法騎士レイアース
- BRONZE Cathexis KOJI NANJO（OVA・2）
- 天使なんかじゃない（OVA）
-  ユンカース・カム・ヒア メモリーズ・オブ・ユー（OVA）

1995年
- 美少女戦士セーラームーンSuperS（セーラームーン第1作第4期）
- ふしぎ遊戯（第一部）
- あずきちゃん（1996年に第2期を、1997年に第3期を放送。）
- 愛天使伝説ウェディングピーチ（1996年及び1997年にOVAが発売。）
- 新世紀エヴァンゲリオン
- ナースエンジェルりりかSOS
- 耳をすませば（映画）
- ご近所物語
- 怪盗セイント・テール

1996年
- 美少女戦士セーラームーン・セーラースターズ（セーラームーン第1作第5期）
- 水色時代
- BRONZE ZETSUAI since 1989（OVA・3）
- こどものおもちゃ（1997年に第2期を放送。他に1995年制作のOVA版が存在する。）
- 赤ちゃんと僕
- 花より男子
- きこちゃんすまいる
- 特務戦隊シャインズマン（OVA）
- 天空のエスカフローネ

1997年
- キューティーハニーF
- ケロケロちゃいむ
- CLAMP学園探偵団
- 少女革命ウテナ
- TVで発見!!たまごっち
- 夢のクレヨン王国
- さくらももこ劇場 コジコジ
- 超魔神英雄伝ワタル
- ふしぎ遊戯 第二部 （OVA）

1998年
- アニメ週刊DX!みいファぷー（こっちむいて!みい子、ふしぎ魔法ファンファンファーマシィー、ヘリタコぷーちゃん）
- ひみつのアッコちゃん（第3作）
- カウボーイビバップ
- カードキャプターさくら（1997年に第1話のみ先行して製作された。1999年にカードキャプターさくら第2期・第3期を放送。）
- 魔法のステージファンシーララ
- アキハバラ電脳組
- LEGEND OF BASARA
- 彼氏彼女の事情
- スーパードール★リカちゃん
- ヴァイスクロイツ（ヴァイスクロイツ第1期）
- ロードス島戦記-英雄騎士伝-

1999年
- おジャ魔女どれみ（おジャ魔女どれみ第1期）
- 神風怪盗ジャンヌ
- ヴァイスクロイツ Verbrechen（OVA・1）
- KAIKANフレーズ
- コレクター・ユイ
- Petshop of Horrors（ワンダフル内にて放映）
- 神八剣伝
- グラビテーション（OVA）
- 最遊記（最遊記OVA・1）
- ハイスクール・オーラバスター《光の誕生（めざめ）》（OVA）

## 2000年代
2000年
- おジャ魔女どれみ♯（おジャ魔女どれみ第2期）
- 妖しのセレス
- だぁ!だぁ!だぁ!（2001年に第2期を放送。）
- とっとこハム太郎（ハム太郎シリーズ第1期）
- ヴァイスクロイツ Strafe（OVA・2）
- アンジェリーク 白い翼のメモワール（OVA）
- グラビテーション
- 幻想魔伝 最遊記（最遊記第1期）
- 闇の末裔
- 天使禁猟区（OVA）

2001年
- パワーパフガールズ（パワーパフガールズ初代・第1期。2004年度後期以降に第2期を放送）
- も〜っと! おジャ魔女どれみ（おジャ魔女どれみ第3期）
- Dr.リンにきいてみて!
- 新白雪姫伝説プリーティア
- 超GALS!寿蘭
- Cosmic Baton Girl コメットさん☆
- フルーツバスケット（フルーツバスケット第1作）
- しあわせソウのオコジョさん
- -X- エックス
- カスミン
- 劇場版 幻想魔伝 最遊記 Requiem 選ばれざる者への鎮魂歌（映画）
- アンジェリーク 〜聖地より愛をこめて〜（OVA）
- よばれてとびでて!アクビちゃん
- ふしぎ遊戯 永光伝 （OVA）
- 時空異邦人KYOKO ちょこらにおまかせ！ （OVA）
- グッドモーニングコール （OVA）

2002年
- ぱにょぱにょデ・ジ・キャラット
- おジャ魔女どれみドッカ〜ン!（おジャ魔女どれみ第4期）
- 満月をさがして
- 東京ミュウミュウ（東京ミュウミュウ・第1作）
- わがまま☆フェアリー ミルモでポン!（ミルモでポン!第1期。2003年に第2期前半を放送）
- ふぉうちゅんドッグす
- 猫の恩返し（映画）
- ぷちぷり*ユーシィ
- ヴァイスクロイツ グリーエン（ヴァイスクロイツ第2期）
- 遙かなる時空の中で-紫陽花ゆめ語り-（OVA・シリーズ初のアニメ化作品）
- 炎の蜃気楼

2003年
- 明日のナージャ
- D・N・ANGEL
- マーメイドメロディー ぴちぴちピッチ（ぴちぴちピッチ第1期）
- デ・ジ・キャラットにょ
- ウルトラマニアック
- セイント・ビースト〜聖獣降臨編〜
- 最遊記RELOAD（最遊記第2期）
- まっすぐにいこう。（まっすぐにいこう。第1期）
- わがまま☆フェアリー ミルモでポン! ごおるでん（ミルモでポン!第2期後半）

2004年
-  マリア様がみてる（マリア様がみてる第1期）
- ふたりはプリキュア（プリキュアシリーズ第1期・初代）
- とっとこハム太郎 はむはむぱらだいちゅ!（ハム太郎シリーズ第2期）
- アンジェリーク（OVA）
- 今日からマ王!
- 愛してるぜベイベ★★
- マーメイドメロディー ぴちぴちピッチ ピュア（ぴちぴちピッチ第2期）
- わがまま☆フェアリー ミルモでポン! わんだほう（ミルモでポン！第3期）
- まっすぐにいこう。（まっすぐにいこう。第2期）
- 魔法少女隊アルス
- 最遊記RELOAD GUNLOCK（最遊記第3期）
- スウィート・ヴァレリアン
- フイチンさん（映画）
-  マリア様がみてる〜春〜（マリア様がみてる第2期）
- おジャ魔女どれみナ・イ・ショ（おジャ魔女どれみ第5期）(OVA)
- 学園アリス
- マシュマロ通信
- tactics
- 遙かなる時空の中で-八葉抄-
- 炎の蜃気楼 〜みなぎわの反逆者〜（OVA）

2005年
- ピーチガール
- ふたりはプリキュア Max Heart（プリキュアシリーズ第2期・初代）
- ハチミツとクローバー
- Xenosaga THE ANIMATION
- LOVELESS
- ガラスの仮面（東京ムービー版）
- ふしぎ星の☆ふたご姫
- おねがいマイメロディ（おねがいマイメロディシリーズ第1期）
- わがまま☆フェアリー ミルモでポン! ちゃあみんぐ（ミルモでポン!第4期）
- パタリロ西遊記!
- シュガシュガルーン
- アニマル横町
- Paradise Kiss
- 地獄少女（地獄少女第1期）
- トリニティ・ブラッド
- CLUSTER EDGE

2006年
- ふたりはプリキュア Splash Star（プリキュアシリーズ第3期・2代目）
- おねがいマイメロディ ～くるくるシャッフル!～（おねがいマイメロディシリーズ第2期）
- しにがみのバラッド。
- 味楽る!ミミカ
- 桜蘭高校ホスト部
- NANA
- 魔界戦記ディスガイア
- プリンセス・プリンセス
- 獣王星
- きらりん☆レボリューション（きらりん☆レボリューション第1期。2007年に第2期を放送）
- 少女チャングムの夢
- ハチミツとクローバーII
- 出ましたっ!パワパフガールズZ
- 僕等がいた
- まもって!ロリポップ
- 少年陰陽師
- ヤマトナデシコ七変化♥
- 金色のコルダ〜primo passo〜
- コードギアス 反逆のルルーシュ（コードギアス 反逆のルルーシュ第1期）
- 地獄少女 二籠（地獄少女第2期）
- マリア様がみてる 3rdシーズン（マリア様がみてる第3期）（OVA）
- 劇場版 どうぶつの森（映画）
- CLUSTER EDGE Secret Episode（OVA）
- 劇場版 遙かなる時空の中で 舞一夜
- 恋する天使アンジェリーク 心のめざめる時（アンジェリーク 第1期）
- シルクロード少年 ユート
- 蜜×蜜ドロップス（OVA）

2007年
- のだめカンタービレ（のだめカンタービレ第1期）
- Yes!プリキュア5 （プリキュアシリーズ第4期・3代目）
- オシャレ魔女♥ラブandベリー（映画）
- おねがいマイメロディ すっきり♪（おねがいマイメロディシリーズ第3期。アニメロビー内のロビーとケロビーとの2本立て）
- ラブ★コン
- かみちゃまかりん
- DARKER THAN BLACK -黒の契約者-
- ロミオ×ジュリエット
- 電脳コイル
- ミヨリの森
- はぴはぴクローバー
- しゅごキャラ!（しゅごキャラ!第1期）
- さぁイコー! たまごっち
- 最遊記RELOAD -burial-（最遊記OVA・2）
- えいがでとーじょー! たまごっち ドキドキ! うちゅーのまいごっち!?（映画）
- シナモン the Movie（映画）
- 彩雲国物語 (アニメ)（第2期）（※少年漫画から少女漫画へ移籍した）
- 恋する天使アンジェリーク かがやきの明日（アンジェリーク 第2期）
- レンタルマギカ

2008年
- Yes!プリキュア5GoGo!（プリキュアシリーズ第5期・3代目）
- S・A〜スペシャル・エー〜
- コードギアス 反逆のルルーシュR2（コードギアス 反逆のルルーシュ第2期）
- おねがい♪マイメロディ きららっ★（おねがいマイメロディシリーズ第4期）
- 秘密 〜The Revelation〜
- ヴァンパイア騎士
- イタズラなKiss
- あまつき
- きらりん☆レボリューション STAGE3（きらりん☆レボリューション第3期）
- ネオ アンジェリーク Abyss
- ないしょのつぼみ （OVA）
- アリソンとリリア
- ハローキティのスタンプヴィレッジ
- モノクローム・ファクター
- 西洋骨董洋菓子店〜アンティーク〜
- 破天荒遊戯
- BUS GAMER
- チョコレート・アンダーグラウンド(OVA)
- 図書館戦争（※少女漫画は白泉社版のみ）
- 夏目友人帳（夏目友人帳第1期）
- スキップ・ビート!
- スティッチ!（スティッチ!第１期）
- switch（OVA）
- 伯爵と妖精
- のだめカンタービレ 巴里編（のだめカンタービレ第2期）
- しゅごキャラ!!どきっ（しゅごキャラ!第2期）
- 地獄少女 三鼎（地獄少女第3期）
- 映画! たまごっち うちゅーいちハッピーな物語!?（映画）

2009年
-  マリア様がみてる 4thシーズン（マリア様がみてる第4期）
- 続 夏目友人帳（夏目友人帳第2期）
- 07-GHOST
- クッキンアイドル アイ!マイ!まいん!（実写パートあり）
- 戦場のヴァルキュリア
- フレッシュプリキュア!（プリキュアシリーズ第6期・4代目）
- 極上!!めちゃモテ委員長（極上!!めちゃモテ委員長第1期）
- ジュエルペット（ジュエルペットシリーズ第1期）
- しゅごキャラパーティー!（しゅごキャラ!第3期）
- スティッチ! 〜いたずらエイリアンの大冒険〜（スティッチ!第2期)
- 夢色パティシエール
- 君に届け
- こばと。（アニメ版はWishも原作扱いとされている）
- たまごっち!
- あにゃまる探偵 キルミンずぅ

## 2010年代
2010年
- のだめカンタービレ フィナーレ（のだめカンタービレ第3期）
- ハートキャッチプリキュア!（プリキュアシリーズ第7期・5代目）
- プリンセスと魔法のキス（映画）
- デュラララ!!（デュラララ!!第1期）
- 薄桜鬼
- 青春鉄道（OVA）
- 極上!!めちゃモテ委員長 セカンドコレクション（極上!!めちゃモテ委員長第2期）
- ひめチェン!おとぎちっくアイドル リルぷりっ（リルぷりっ第1期）
- 会長はメイド様!
- ジュエルペット てぃんくる☆（ジュエルペットシリーズ第2期）
- スティッチ! 〜ずっと最高のトモダチ〜（スティッチ!第3期）
- 劇場版“文学少女”（映画）
- 海月姫
- 夢色パティシエールSPプロフェッショナル
- 裏切りは僕の名前を知っている
- 心霊探偵 八雲
- Starry☆Sky
- 咎狗の血
- グラール騎士団 Evoked THE Beginning Black（OVA）

2011年
- 君に届け 2ND SEASON
- スイートプリキュア♪（プリキュアシリーズ第8期・6代目）
- プリティーリズム・オーロラドリーム（プリティーシリーズ初代・第1作・第1シリーズ・プリティーリズムシリーズ第1作）
- ジュエルペット サンシャイン（ジュエルペットシリーズ第3期）
- 塔の上のラプンツェル（映画）
- 星を追う子ども（映画）
- 薄桜鬼 雪華録(OVA)
- VitaminX Addiction(OVA)
- ハートの国のアリス〜Wonderful Wonder World〜（映画）
- はっぴーカッピ（のりのり♪のりスタ内）
- ひめチェン!おとぎちっくアイドル リルぷりっ（のりのり♪のりスタ内・リルぷりっ第2期）
- 夏目友人帳 参（夏目友人帳第3期）
- うたの☆プリンスさまっ♪ マジLOVE1000%（うたの☆プリンスさまっ♪第1期）
- NO.6
- 最遊記外伝（最遊記OVA・3）
- コクリコ坂から（映画）
- ちはやふる（ちはやふる第1期）
- HIGH SCORE
- ちび☆デビ!
- グラール騎士団 Evoked THE Beginning White（OVA）
- ショコラの魔法（OVA）

2012年
- 夏目友人帳 肆（夏目友人帳第4期）
- AKB0048
- アクエリオンEVOL
- スマイルプリキュア!（プリキュアシリーズ第9期・7代目）
- ジュエルペット きら☆デコッ!（ジュエルペットシリーズ第4期）
- いじめ 〜いけにえの教室〜（OVA）
- プリティーリズム・ディアマイフューチャー（プリティーシリーズ初代・第2作・第1シリーズ・プリティーリズムシリーズ第2作）
- しろくまカフェ
- 緋色の欠片
- ももへの手紙（映画）
- BRAVE10
- 超訳百人一首 うた恋い。
- 坂道のアポロン
- アルカナ・ファミリア
- 薄桜鬼 黎明録（薄桜鬼第3期）
- 夏雪ランデブー
- 神様はじめました
- となりの怪物くん
- 好きっていいなよ。
- K（Kシリーズ第1期）
- アイカツ!（アイカツ!シリーズ初代・第1期・アイカツ!第1-4部。2014年度下期以降に第2期を放送）
- イクシオン サーガ DT

2013年
- AMNESIA
- ちはやふる2（ちはやふる第2期）
- 八犬伝―東方八犬異聞―
- ドキドキ!プリキュア（プリキュアシリーズ第10期・8代目）
- マイリトルポニー〜トモダチは魔法〜
- ジュエルペット ハッピネス（ジュエルペットシリーズ第5期）
- ハル（映画）
- うたの☆プリンスさまっ♪ マジLOVE2000%（うたの☆プリンスさまっ♪第2期）
- BROTHERS CONFLICT
- 革命機ヴァルヴレイヴ
- ログ・ホライズン（ログ・ホライズン第1期）
- カーニヴァル
- にじいろ☆プリズムガール（OVA）
- 魔界王子 devils and realist
- プリティーリズム・レインボーライブ（プリティーシリーズ2代目・第3作・第1シリーズ・プリティーリズムシリーズ第3作）
- ローゼンメイデン（新）
- 声優戦隊ボイストーム7
- 機巧少女は傷つかない
- SSB -超青春姉弟s-

2014年
- 魔法戦争
- ハピネスチャージプリキュア!（プリキュアシリーズ第11期・9代目）
- 龍ヶ嬢七々々の埋蔵金
- レディ ジュエルペット（ジュエルペットシリーズ第6期）
- プリティーリズム・オールスターセレクション（プリティーシリーズ初代総集編・プリティーリズムシリーズ第1-3作総集編）
- それでも世界は美しい
- 金色のコルダ Blue♪Sky
- 美少女戦士セーラームーンCrystal（セーラームーン第2作・1、2期）
- もっふりモフ☆モフ
- さばげぶっ!
- アオハライド
- ストレンジ・プラス
- 神々の悪戯
- メカクシティアクターズ
- 夏目友人帳 いつかゆきのひに（OVA）
- 幕末Rock
- 劇場版 K MISSING KINGS（映画）
- BROTHERS CONFLICT（OVA・1）
- プリパラ（プリティーシリーズ3代目・第4作・第2シリーズ・プリパラ第1-3期）
- 少年ハリウッド -HOLLY STAGE FOR 49-（少年ハリウッド第1期）
- DRAMAtical Murder
- ログ・ホライズン(ログ・ホライズン第2期)
- 十三支演義 〜偃月三国伝〜 外伝 幽州幻夜（OAD）
- 暁のヨナ
- オオカミ少女と黒王子
- エリートジャック!!（OVA）
- 曇天に笑う
- オレん家のフロ事情

2015年
- 少年ハリウッド -HOLLY STAGE FOR 50-（少年ハリウッド第2期）
- 美男高校地球防衛部LOVE!（美男高校地球防衛部シリーズ第1作・1期）
- デュラララ!!×2 承（デュラララ!!第2期）
- Go!プリンセスプリキュア（プリキュアシリーズ第12期・10代目）
- ジュエルペット マジカルチェンジ（ジュエルペットシリーズ第7期）
- BROTHERS CONFLICT（OVA・2）
- ミカグラ学園組曲
- うたの☆プリンスさまっ♪ マジLOVEレボリューションズ（うたの☆プリンスさまっ♪第3期）
- デュラララ!!×2 転（デュラララ!!第3期）
- K RETURN OF KINGS（Kシリーズ第2期）
- 劇場版 明治東亰恋伽 〜弦月の小夜曲〜（明治東亰恋伽映画版・前編）
- 俺物語!!
- 赤髪の白雪姫（赤髪の白雪姫第1期）
- スタミュ（スタミュ第1期）
- すべてがFになる THE PERFECT INSIDER

2016年
- ノルン+ノネット
- 石膏ボーイズ
-  プリンス・オブ・ストライド オルタナティブ
-  美男高校地球防衛部LOVE!LOVE!（美男高校地球防衛部シリーズ第1作・2期）
- デュラララ!!×2 結（デュラララ!!第4期）
- 赤髪の白雪姫（赤髪の白雪姫第2期）
- 虹色デイズ
- 昭和元禄落語心中（昭和元禄落語心中第1期）
- テイルズ オブ ゼスティリア ザ クロス(テイルズ オブ ゼスティリア ザ クロス第1期)
- 劇場版 明治東亰恋伽 〜花鏡の幻想曲〜（明治東亰恋伽映画版・後編）
- 魔法つかいプリキュア!（プリキュアシリーズ第13期・11代目）
- 12歳。〜ちっちゃなムネのトキメキ〜
- ツキウタ。 THE ANIMATION（ツキウタ。 THE ANIMATION・第1期）
- 少年メイド
- スタミュ（OVA・1）
- SERVAMP-サーヴァンプ-
- 美少女戦士セーラームーンCrystal（セーラームーン第2作・3期）
- アイカツスターズ!（アイカツ!シリーズ2代目・第3期・アイカツスターズ!第1・2部）
- パワーパフガールズ (2016年のテレビアニメ)（パワーパフガールズシリーズ2代目・第3期）
- バッテリー
- 初恋モンスター
- うたの☆プリンスさまっ♪ マジLOVEレジェンドスター（うたの☆プリンスさまっ♪第4期）
- マクロスΔ
- カゲロウデイズ-in a day's-（映画）
- 夏目友人帳 伍（夏目友人帳第5期）
- 私がモテてどうすんだ
- マジきゅんっ!ルネッサンス
- Fate/Grand Order -First Order-(特番)
- B-PROJECT〜鼓動*アンビシャス〜（B-PROJECT第1期）

2017年
- キラキラ☆プリキュアアラモード（プリキュアシリーズ第14期・12代目）
- 美男高校地球防衛部LOVE!LOVE!LOVE!（美男高校地球防衛部第1作・OVA）
- テイルズ オブ ゼスティリア ザ クロス(テイルズ オブ ゼスティリア ザ クロス第2期)
- 曇天に笑う〈外伝〉〜決別、犲の誓い〜（映画・1）
- スタミュ（スタミュ第2期）
- 昭和元禄落語心中 -助六再び篇-（昭和元禄落語心中第2期）
- 恋するシロクマ（映画）
- 龍の歯医者
- アフリカのサラリーマン（Webアニメ）
- アイドルタイムプリパラ（プリティーシリーズ3代目・第5作・第2シリーズ・プリパラ第4期）
- 夏目友人帳 陸（夏目友人帳第6期）
- 覆面系ノイズ
- バチカン奇跡調査官
- 最遊記RELOAD BLAST（最遊記第4期）
- Landreaall（OVA）
- TSUKIPRO THE ANIMATION（TSUKIPRO THE ANIMATION・第1期）
- アイドルマスター SideM
- プリプリちぃちゃん!!（アニメサタデー630内）
- クジラの子らは砂上に歌う
- 戦刻ナイトブラッド
- レゴ フレンズ

2018年
- カードキャプターさくら クリアカード編（カードキャプターさくら第4期）
- 学園ベビーシッターズ
- 美男高校地球防衛部HAPPY KISS!（美男高校地球防衛部シリーズ第2作）
- サンリオ男子
- HUGっと!プリキュア（プリキュアシリーズ第15期・13代目）
- アイカツフレンズ!（アイカツ!シリーズ3代目・第4期）
- アイドリッシュセブン（アイドリッシュセブン第1期）
- 伊藤潤二『コレクション』
- 曇天に笑う〈外伝〉〜宿命、双頭の風魔〜（中篇）（映画・2）
- 曇天に笑う〈外伝〉〜桜華、天望の架橋〜（後篇）（映画・3）
- あさがおと加瀬さん。（OVA）
- アイドリッシュセブンVibrato（OVA）
- レイトン ミステリー探偵社 ～カトリーのナゾトキファイル～
- 魔法少女 俺
- 若おかみは小学生!
- 殺戮の天使
- あっくんとカノジョ
- 3D彼女 リアルガール（3D彼女 リアルガール第1期）
- キラッとプリ☆チャン（プリティーシリーズ4代目・第6作・第3シリーズ・キラッとプリ☆チャン第1-3期）
- K SEVEN STORIES（映画）
- 劇場版 夏目友人帳 〜うつせみに結ぶ〜（映画・1）
- かくりよの宿飯
- 「SERVAMP-サーヴァンプ-」-Alice in the Garden-（映画）
- BANANA FISH
- Phantom in the Twilight
- つくもがみ貸します
- アイドルマスター SideM 理由あってMini!
- 人外さんの嫁
- スタミュ in ハロウィン（OVA・2）
- ガイコツ書店員 本田さん

2019年
- B-PROJECT〜絶頂*エモーション〜（B-PROJECT第2期）
- 同居人はひざ、時々、頭のうえ。
- 3D彼女 リアルガール（3D彼女 リアルガール第2期）
- 明治東京恋伽
- なむあみだ仏っ!-蓮台 UTENA-
- スター☆トゥインクルプリキュア（プリキュアシリーズ第16期・14代目）
- アイカツフレンズ!〜かがやきのジュエル〜（アイカツ!シリーズ3代目・第5期）
- 真夜中のオカルト公務員
- 劇場版 うたの☆プリンスさまっ♪ マジLOVEキングダム（映画・1）
- フルーツバスケット 1st season（フルーツバスケット第2作・第1期）
- 7SEEDS （7SEEDS第1期）
- スタミュ（スタミュ第3期）
- トライナイツ
- ナカノヒトゲノム【実況中】
- あんさんぶるスターズ!
- アイカツオンパレード!（アイカツ!シリーズ4代目・第6期）
- ちはやふる3（ちはやふる第3期）
- Fate/Grand Order -絶対魔獣戦線バビロニア-
- 厨病激発ボーイ
- 警視庁 特務部 特殊凶悪犯対策室 第七課 -トクナナ-
- アフリカのサラリーマン
- ぼくらの7日間戦争（映画）
- 本好きの下剋上 司書になるためには手段を選んでいられません（本好きの下剋上第1期）
- アナと雪の女王2（映画）
- 映画 すみっコぐらし とびだす絵本とひみつのコ（映画）

## 2020年代
2020年
- A3!
- 宝石商リチャード氏の謎鑑定
- ヒーリングっど♥プリキュア（プリキュアシリーズ第17期・15代目）
- 乙女ゲームの破滅フラグしかない悪役令嬢に転生してしまった…（乙女ゲームの破滅フラグしかない悪役令嬢に転生してしまった…・第1期）
- アイカツオンパレード！ドリームストーリー（アイカツ!シリーズ4代目・第7期）
- 7SEEDS（7SEEDS第2期）
- ぼくのとなりに暗黒破壊神がいます。
- ガル学。～聖ガールズスクエア学院～
- 本好きの下剋上 司書になるためには手段を選んでいられません（本好きの下剋上第2期）
- フルーツバスケット 2nd season（フルーツバスケット第2作・第2期）
- 思い、思われ、ふり、ふられ（映画）
- アイドリッシュセブン Second BEAT!（アイドリッシュセブン第2期）
- 『ヒプノシスマイク-Division Rap Battle-』Rhyme Anima（ヒプノシスマイク第1期）
- ツキウタ。 THE ANIMATION2（ツキウタ。 THE ANIMATION・第2期）
- 禍つヴァールハイト -ZUERST-
- 劇場版 Fate/Grand Order -神聖円卓領域キャメロット-前編 Wandering; Agateram(映画・1）
- GETUP! GETLIVE! #げらげら（スーパーアニメイズム内にて放送）
- 犬と猫どっちも飼ってると毎日たのしい（スーパーアニメイズム内にて放送）

2021年
- アイカツプラネット! （アイカツ!シリーズ5代目）
- トロピカル〜ジュ!プリキュア（プリキュアシリーズ第18期・16代目）
- 夏目友人帳 石起こしと怪しき来訪者（映画・2）
- 映画大好きポンポさん（映画）
- かげきしょうじょ!!
- 2.43 清陰高校男子バレー部
- 美少年探偵団
- アイドルランドプリパラ
- バクテン!!
- 劇場版 Fate/Grand Order -神聖円卓領域キャメロット-後編 Paladin; Agateram（映画・2）
- フルーツバスケット The Final（フルーツバスケット第2作・第3期）
- 聖女の魔力は万能です（聖女の魔力は万能です・第1期）
- TSUKIPRO THE ANIMATION2（TSUKIPRO THE ANIMATION・第2期）
- アイドリッシュセブン Third BEAT!（アイドリッシュセブン・第3期）
- 乙女ゲームの破滅フラグしかない悪役令嬢に転生してしまった…X（乙女ゲームの破滅フラグしかない悪役令嬢に転生してしまった…・第2期）
- ワッチャプリマジ!（プリティーシリーズ5代目・第9作・第4シリーズ）
- 劇場版 美少女戦士セーラームーンEternal（美少女戦士セーラームーンCrystal劇場版・1）

2022年
- 薔薇王の葬列
- 東京ミュウミュウ にゅ〜♡（東京ミュウミュウ・第2作）
- 殺し愛
- アイドリッシュセブン Third BEAT! 第2クール（アイドリッシュセブン・第4期）
- 佐々木と宮野
- 最遊記RELOAD -ZEROIN-（最遊記第5期）
- デリシャスパーティ♡プリキュア（プリキュアシリーズ第19期・17代目）
- 錆色のアーマ-黎明-
- 本好きの下剋上 司書になるためには手段を選んでいられません（本好きの下剋上第3期）
- フルーツバスケット -prelude-（フルーツバスケット第2作・OVA）
- 虫かぶり姫
- 可愛いたぬきも楽じゃない
- 劇場版 うたの☆プリンスさまっ♪ マジLOVEスターリッシュツアーズ（映画・2）
- あんさんぶるスターズ!!-Road to Show!!（映画）
- DEEMO サクラノオト -あなたの奏でた音が、今も響く-（映画）
- ヒロインたるもの!〜嫌われヒロインと内緒のお仕事〜
- 組長娘と世話係
- 神クズ☆アイドル
- 永久少年 Eternal Boys
- ぷにるんず（ぷにるんず・第1期）
- 劇場版アイカツプラネット!（映画）
- 女の園の星（OVA）

2023年
- 贄姫と獣の王
- 金の国 水の国（映画）
- シュガーアップル・フェアリーテイル
- 聖女の魔力は万能です Season2（聖女の魔力は万能です・第2期）

- ひろがるスカイ!プリキュア（プリキュアシリーズ第20期・18代目）

- お嬢と番犬くん
- 東京ミュウミュウ にゅ〜♡（東京ミュウミュウ・第2作・第2期）
- ツンデレ悪役令嬢リーゼロッテと実況の遠藤くんと解説の小林さん
- アイカツ！ 10th STORY ～未来へのSTARWAY～（映画）
- テクノロイド オーバーマインド
- 劇場版 美少女戦士セーラームーンCosmos（美少女戦士セーラームーンCrystal劇場版・2）
- 百姓貴族
- re:STARS
- 彼女が公爵邸に行った理由
- 永久少年 Eternal Boys NEXT STAGE（映画）
- Paradox Live THE ANIMATION
- 悲劇の元凶となる最強外道ラスボス女王は民の為に尽くします。
- AYAKA -あやか-
- 大奥
- 柚木さんちの四兄弟。
- 『ヒプノシスマイク-Division Rap Battle-』Rhyme Anima +（ヒプノシスマイク第2期）
- 陰陽師
- ドッグシグナル
- B-PROJECT〜熱烈*ラブコール〜（B-PROJECT第3期）
- ティアムーン帝国物語〜断頭台から始まる、姫の転生逆転ストーリー〜
- 乙女ゲームの破滅フラグしかない悪役令嬢に転生してしまった…（映画）

2024年
- アクロトリップ
- 花野井くんと恋の病

- わんだふるぷりきゅあ!（プリキュアシリーズ第21期・19代目）

- 外科医エリーゼ
- ゆびさきと恋々
- ぽんのみち
- 百千さん家のあやかし王子
- ヴァンパイア男子寮
- 星降る王国のニナ
- 悪役令嬢レベル99 〜私は裏ボスですが魔王ではありません〜
- ひみつのアイプリ （プリティーシリーズ6代目・第10作・第5シリーズ）
- となりの妖怪さん
- 村井の恋
- RABBITS KINGDOM THE MOVIE（映画）
- 君に届け3RD SEASON
- 殿と犬
- 夏目友人帳 漆（夏目友人帳第7期）
- ハイガクラ
- ぷにるんず2（ぷにるんず第2期）
- 歴史に残る悪女になるぞ

2025年
- ハニーレモンソーダ
- 魔法使いの約束

- 妃教育から逃げたい私

- ベルサイユのばら（映画）
- どうせ、恋してしまうんだ。

- キミとアイドルプリキュア♪（プリキュアシリーズ第22期・20代目）
- 転生悪女の黒歴史
- ふつつかな悪女ではございますが
- キミと越えて恋になる

- デブとラブと過ちと!

- ぷにるんず3（ぷにるんず第3期）
- プリンセッション・オーケストラ
- ゴリラの神から加護された令嬢は王立騎士団で可愛がられる

- えぶりでいホスト